# Kromlech

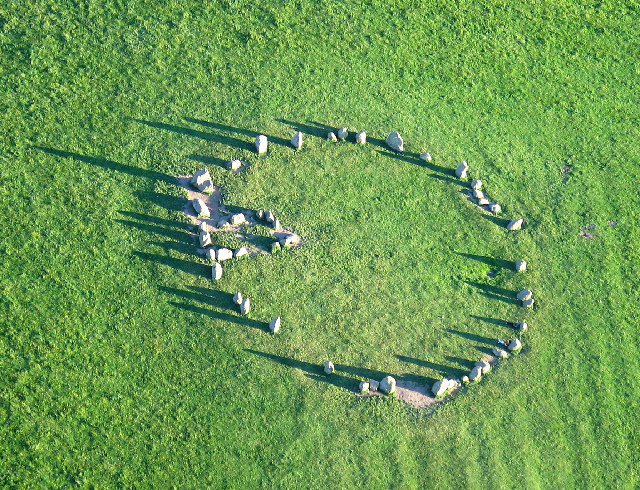
Klasický kromlech ze severu Anglie (Castlerigg poblíž Keswicku)

Kromlech nebo také cromlech („crom“ – křivý, „lech“ – kámen) je okrouhlé seskupení jednotlivých vztyčených kamenů, menhirů. Může mít tvar kruhu, oválu, elipsy, ale i neúplného kruhu nebo jen polokruhu. Proto archeologové před obecněji užívaným termínem kamenný kruh upřednostňují právě označení kromlech.
Podle archeologů jde zřejmě o vývojově nejmladší typ megalitických okrouhlých svatyní či shromaždišť, na Britských ostrovech také nejčastější. Předcházejí mu nejjednodušší, ale přitom co do průměru největší objekty typu causewayed enclosures (příkopy obklopené velké kruhové prostory, v nichž nebyly nalezeny zbytky žádných objektů), a o něco menší henges, kruhové objekty ohraničené příkopem a valem. Součástí henges byly většinou i kruhové stavby z dřevěných kůlů, které mají v některých případech trvanlivější podobu kamenných kruhů (např. Stonehenge). Kromlech v užším slova smyslu je objekt samostatný; neobklopuje ho žádný příkop ani val, tvořící všechny henges. Kromlechy jsou také menší, jejich maximální průměr se pohybuje kolem 20 metrů. Pravé kromlechy se vyskytují nejčastěji v nepřístupných vrchovinách Skotska a na ostrovech severně od něho. Podobné okrouhlé kamenné sestavy se daleko řidčeji vyskytují v Bretani, jižní Francii či na Pyrenejském poloostrově.

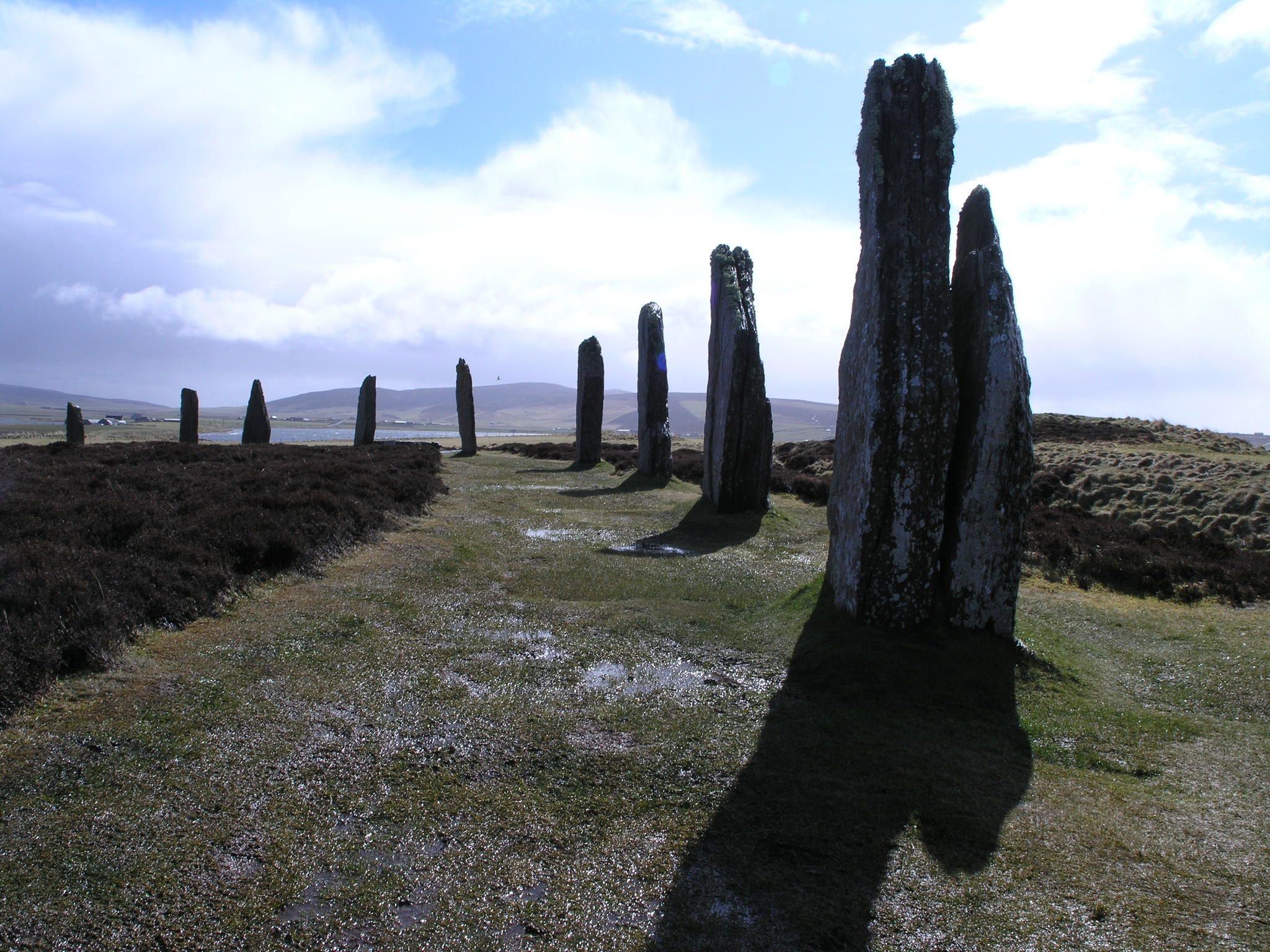
Monumentální kameny, tvořící kromlech Brodgar na Orknejích

Zvláštním typem kromlechu je tzv. kruh s ležatým kamenem. Pro všechny kromlechy je typické, že se v nich kameny k jedné straně kruhu zvětšují. U některých pak bývá mezi dvěma největšími kameny v linii kruhu umístěn jeden kámen ležatý, často z jiné horniny, s pečlivě vodorovně upravenou svrchní plochou. Tyto kruhy se nalézají pouze ve Skotsku, většinou na místech vyvýšených, s dobrým výhledem a ležatý kámen je vždy zhruba na jižní straně.
Přes veškeré úsilí badatelů se dosud nepodařilo odhalit účel kromlechů. Nejnadějněji se podle archeologů jeví výklad kamenného kruhu jako posvátného okrsku a rituálního shromaždiště pro náboženské a jiné společensky důležité úkony. Někteří odborníci jsou přesvědčeni, že kromlech může být zmenšeninou henge, určenou menším kolektivům v odlehlejších oblastech kraje (jako je právě Skotsko a přilehlá severní souostroví).